# Jacob Ramminger
Jacob Ramminger (gen. Scriba oder Schreiber; * 15. Juli 1535 in Heidenheim an der Brenz; † 1606 ebenda) war ein württembergischer vielseitig tätiger Schreiber. Er baute u. a. Sonnenuhren und mathematische Instrumente und fertigte kartographische Darstellungen an. Er war ein älterer Bruder des Malers Sebastian Ramminger.

## Leben
Jacob Ramminger stammte aus einer Heidenheimer Schreiberfamilie. Er bekam eine mathematisch-geometrische und offenbar auch eine juristische Ausbildung. In seinen früheren Jahren war er Stadtgerichtsadvokat in Stuttgart, später Stadtschreiber in seiner Heimatstadt. Wegen seiner Faulheit hatte er keinen guten Ruf. Er hatte aber ein technisches Interesse und dank seiner mathematischen Kenntnissen baute er Sonnenuhren und mathematische Messinstrumente. Diese Tätigkeit – u. a. im Auftrag des Herzogs – ist mehrmals im Jahre 1574/75 belegt. 1592/93 fertigte er ein Viatorium (wohl eine Wegekarte mit Entfernungsangaben) und ein astronomisches Instrument aus Elfenbein und Bronze, signiert „Jacobus Ramminger alias Scriba Inventor faciebat anna MDXCIII“.

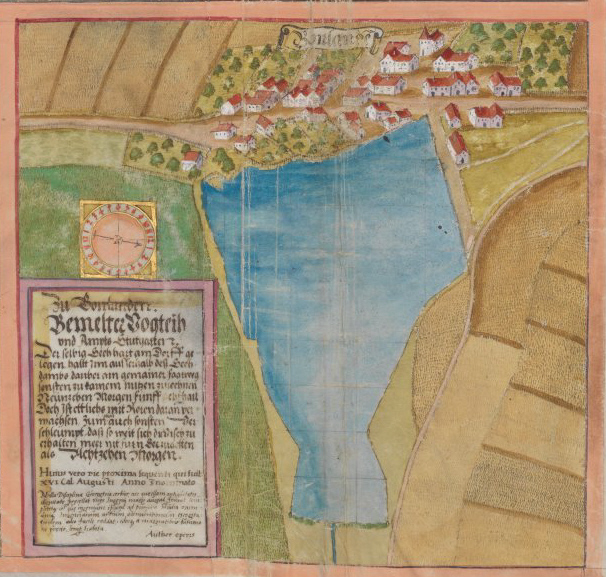
Bonlanden; Karte 1 im Seebuch

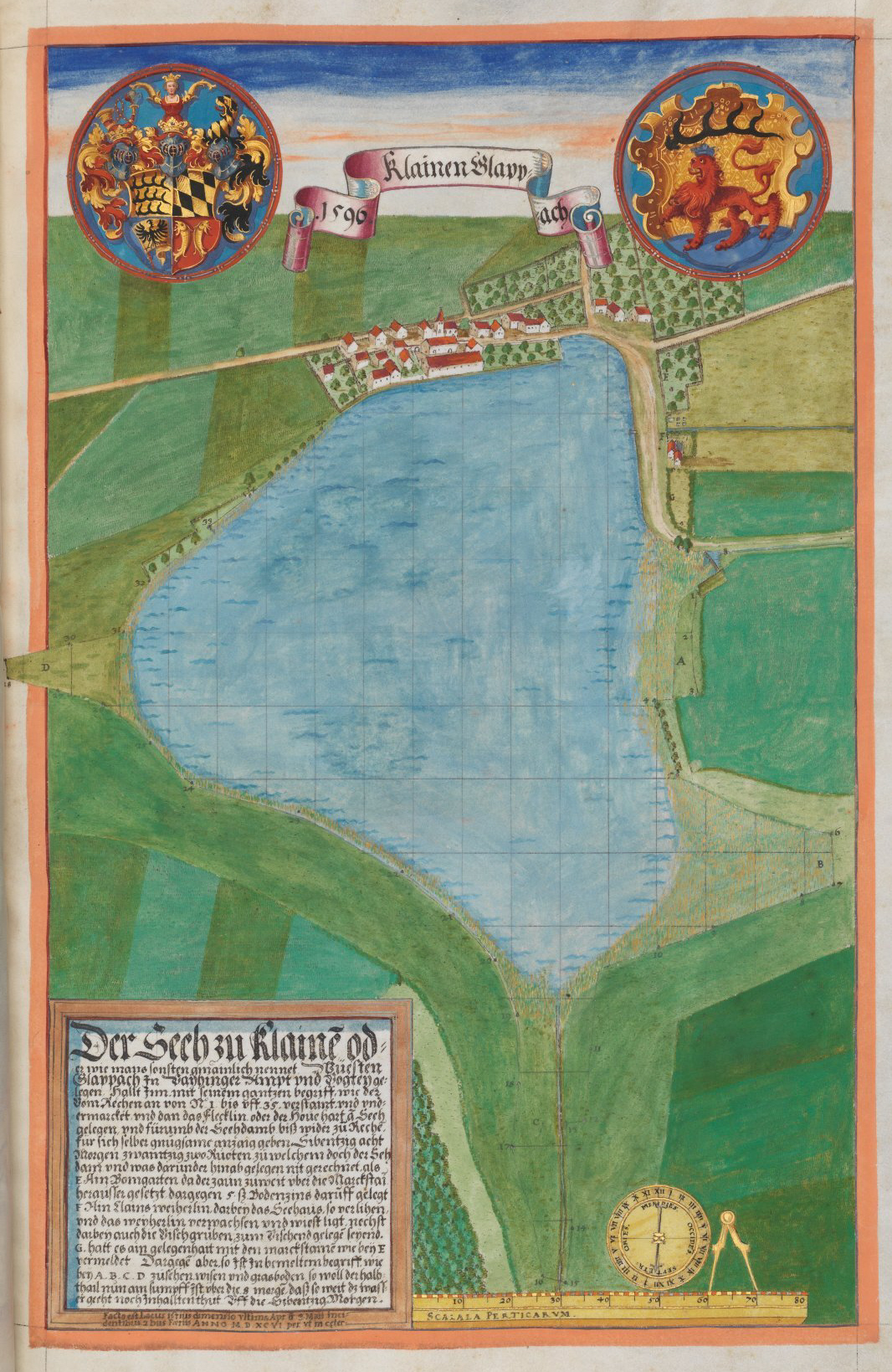
Kleinglattbach: Karte 8 im Seebuch

Aufgrund dieser Qualifikationen bekam Ramminger von Herzog Friedrich den Auftrag für das so genannte Seebuch. Dieses „Seehbuch, darinnen alle Seeh und Weyer in dem löplichen Hertzogthumb Würtemberg“ betitelte Werk besteht aus 24 Pergamentblättern (eins davon ist das kunstvolle Titelblatt) mit genauen kolorierten Karten aller fischbaren Gewässer des Landes. Das Werk entstand in der Zeit von 1596 bis ungefähr 1603/04 und wurde nicht abgeschlossen, obwohl Ramminger erst 1606 starb. Die Arbeit zog sich länger hin, weil Ramminger alle Messungen vor Ort selbst ausführte.

## Seebuch
Die Karten stellen Gewässer mit ihrer nächsten Umgebung dar: den Ortschaften, Gebäuden oder landwirtschaftlich genutzten Flächen. Die rein kartographisch dargestellten Gewässer wurden mit zuverlässigen Veduten der Landschaft, der Ortschaften und der Schlösser vereint, die aus einer steilen, meist nicht ganz folgerichtig angelegten Vogelperspektive ausgeführt wurden. Für die kartographischen Teile galt die vermessungstechnische Richtigkeit als oberstes Gebot und deswegen wirken sie etwas spröde – im Gegensatz zu den öfters sehr gefälligen und geschickt eingefügten Ansichten. Dem Werk liegt das Vorwort Rammingers von 1600 vor, in dem er erklärt, dass er nach den Vermessungen und Aufzeichnungen vor Ort die „delineatio und pictura zu Hause gemacht und coloriert“ habe. Nur die Wappen des Herzogtums, der Städte und der Ämter wurden von seinem Bruder Sebastian Ramminger eingefügt. Da von Jacob Ramminger keine andere künstlerische Arbeit, nicht mal urkundlich, bekannt ist, ist zu vermuten, dass sein Bruder ihm auch bei der Kolorierung half. Die meisten Tafeln sind mit den Jahreszahlen 1600 bzw. 1601 versehen, eins trägt die Jahreszahl 1596. Auch für die Ausführung des Seebuchs wurde Ramminger kritisiert. Er sollte „nit vil verrichten ... mehr hyn und wider schweifen, dem Zechen mer dann dem werckh obliegen“ haben. Dies ist vielleicht der Grund, warum Ramminger sein Werk nicht fertigstellte (bzw. nicht fertigstellen durfte). Die beiden letzten Karten („Liebenzell“ und „Altensteig“) unterscheiden sich in ihrer malerischen Ausführung stark von den übrigen und stammen sicherlich von anderer Hand. Sie wurden auch nicht wie die meisten anderen von Ramminger signiert und auf dem Blatt „Altensteig“ ist die Jahreszahl 1613 eingetragen.
Das Seebuch von Jakob Ramminger ist neben dem Ämter-Atlas (1575) von Heinrich Schweickher und den Forstkarten (1596) von Georg Gadner das dritte einzigartige kartographische Werk aus Württemberg des ausgehenden 16. Jahrhunderts. Dazu stellt es eines der ältesten kartographischen Dokumente über Binnengewässer in Deutschland dar.